# Piskorzyna (przystanek kolejowy)
Piskorzyna − nieczynny kolejowy przystanek osobowy w Piskorzynie, w Polsce, w województwie dolnośląskim, w powiecie wołowskim.